# Hyalella epikarstica
Hyalella epikarstica is een vlokreeftensoort uit de familie van de Hyalellidae. De wetenschappelijke naam van de soort is voor het eerst geldig gepubliceerd in 2014 door Rodrigues, de Pádua Bueno en Ferreira.

## Voorkomen
De soort komt voor in Brazilië.